# 卢云琛
卢云琛，浙江东阳人，中华民国政治人物。

## 生平
1931年9月至1933年6月，担任定海县县长。1933年6月至1936年3月，代理玉环县县长职位。1934年，卢云琛率机关公务员数十人开基劳动，征发各乡壮丁300余人义务筑路，并令保安队官兵参加劳动。1935年8月，中央公务员惩戒委员会收到浙江省政府送请审议浙江玉环县县长卢云琛，以及前任县长张玉麟失职案。并认为县府书记官应承宗吸食鸦片、卢云琛对其属员吸烟失于察觉，议决卢云琛书面申诫。